# Мумджу, Гюльдал
Гюльдал Мумджу (фамилия при рождении Неджла; род. 20 сентября 1951) — турецкий политик. Супруга журналиста Угура Мумджу.

## Биография
Родилась 20 сентября 1951 года в Денизли в семье Сюрейи и Эмине Неджла. Окончила Анкарский колледж и факультет политологии Анкарского университета.
В 1975-79 годах работала в государственном инвестиционном банке Турции. 19 июля 1976 года вышла замуж за прославившегося своими расследованиями журналиста Угура Мумджу. Через год Гюльдал родила сына Озгюра, в 1984 году — дочь Озге. 24 января 1993 года Угур Мумджу погиб в результате покушения. После этого Гюльдал создала фонд имени своего мужа. Среди книг, опубликованных фондом, была книга «Время проходит сквозь меня» (İçimden Geçen Zaman), которая была написана самой Гюльдал, в ней она описала свою жизнь после гибели супруга.

## Политическая карьера
В 2007 году Гюльдал была избрана членом Великого национального собрания от ила Измир, куда баллотировалась от республиканской партии. Также она была избрана заместителем председателя Великого национального собрания. Гюльдал стала второй после Нермин Нефтчи женщиной, избранной на этот пост. Она занимала должность заместителя председателя до 2015 года.